# Peter Entel
Peter Entel (* 18. Oktober 1943; † 4. August 2021) war ein deutscher theoretischer Physiker und Hochschullehrer.
Peter Entel studierte Physik an der Universität des Saarlandes von 1966 bis 1975. Er wurde mit einer Arbeit über die Koexistenz von Supraleitung und Magnetismus in ein- und Zweibandsystemen bei Wolfgang Klose an der Universität Köln promoviert und habilitierte sich 1982 Über isostrukturelle Phasenübergänge und anomale Phononen- und Transporteigenschaften zwischenvalenter Systeme. Er übernahm an der Universität Duisburg-Essen im Anschluss eine C2-Professur, die er bis zu seiner Emeritierung innehatte. Zudem erhielt er Gastprofessuren an zahlreichen Universitäten.
Entels Arbeitsgebiet war u. a. die theoretische Physik magnetischer Materialien, insbesondere von Legierungen.